# النصراب
قرية النصراب هي إحدى القرى التابعة لمركز إدفو في محافظة أسوان في جمهورية مصر العربية.